# Uhland
Uhland – miasto w Stanach Zjednoczonych, w stanie Teksas, w hrabstwie Caldwell.